# بييرماريو موروسيني
بييرماريو موروسيني (بالإيطالية: Piermario Morosini) (5 يوليو 1986 – 14 أبريل 2012) كان لاعب كرة قدم إيطالي، وكان يلعب في مركز الوسط حتى وفاته.

## الوفاة
توفي موروسيني يوم السبت 14 أبريل حين كان يلعب لفريقه ليفورنو. أثناء مباراة الفريق أمام نادي بيسكارا ضمن الجولة 35 من الدوري الإيطالي لكرة القدم وتحديدا في الدقيقة الحادية والثلاثون سقط اللاعب على أرضية الملعب لينقل إلى المستشفى فور سقوطه لكنه توفي هناك بسكتة قلبية ويتم إلغاء المباراة. وبعد وفاة اللاعب بقليل قرر الاتحاد الإيطالي لكرة القدم تأجيل مباريات دوري الدرجة الأولى والثانية.

## روابط خارجية
- بييرماريو موروسيني على موقع قاعدة بيانات كرة القدم.إي يو (الإنجليزية)
- بييرماريو موروسيني على موقع Soccerway.com (الإنجليزية)
- بييرماريو موروسيني على موقع عالم كرة القدم.نت (الإنجليزية)
- بييرماريو موروسيني على موقع GSA (الإنجليزية)